# الماندین
اَلماندین  (به لاتین: Almandine) با فرمول شیمیایی Fe3Al2[SiO4]3 از مجموعه کانی هاست. خواص فیزیکی و شیمیایی آلماندین شبیه گروناست و نام آن از محلی به نام Alabanda در آسیای صغیر گرفته شده‌است.
گاه حاوی Ti می‌باشد. (Schorlomite) متغیر - برای ایزومورف‌های مرتبه بالای آن عناصر Mg- Fe - Ca- Al- V -Cr -Zr -Ti -Mn - Y در کانیها به صورت اولیه یافت می‌شوند. برای اولین بار در ایتالیا کشف شد و از نظر شکل بلور: تتراگون - تری اکتائدر - رمبودودکائدر، رنگ: قرمز بنفش زیبا - گاه قهوه‌ای تا سیاه، شفافیت: غیر شفاف - نیمه شفاف و در رده‌بندی سیلیکات است و منشأ تشکیل آن پگماتیت - دگرگونی است.

## کاربرد
به عنوان مواد و ابزار برش، صیقلی و حفاری و سنگ ظریف تزئینی مصرف می‌شود. از نظر ژیزمان فراوان است و بیشتر در آلمان، اتریش، چک، اسلواکی، آمریکا، ماداگاسکار، نروژ، هند، سری لانکا، افغانستان، ژاپن، برزیل، روسیه، تانزانیا و گروئنلند یافت می‌شود.